# 斯特拉托斯·皮皮格魯
斯特拉托斯·皮皮格魯（希臘語：Στράτος Περπέρογλου；1984年8月7日—）是一位希臘籃球運動員。他現在效力於土耳其籃球甲級聯賽球隊安納托利亞艾菲斯隊。他主要司職小前鋒。他在2014年加盟安納托利亞艾菲斯隊。他也代表希臘國家籃球隊參賽。